# V milenio a. C.
El V milenio a. C. comenzó el 1 de enero de 5000 a. C. y terminó el 31 de diciembre de 4001 a. C.
Ve la propagación de la agricultura del Oriente Próximo en todo el sur y el centro de Europa. En las culturas urbanas de Mesopotamia y Anatolia, se inventa la rueda. Adornos de cobre cada vez más comunes, que marcan el periodo calcolítico. La ganadería se expande en toda Eurasia, llegando a China. A lo largo del milenio crece ligeramente la población mundial, tal vez de 5 a 7 millones de personas.

## Acontecimientos

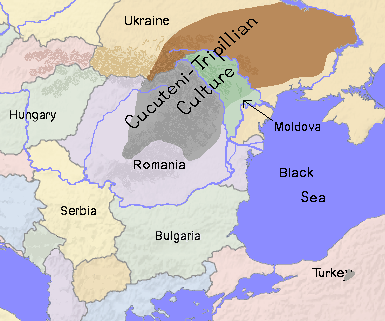
Las dos culturas hermanas Cucuteni y Tripillia.

### SigloLa.C.
- Comienza la trasgresión Peron Antigua, un periodo cálido que dominará todo este milenio.
- Desarrollo de la rueda en Mesopotamia y la India.
- Empieza a hablarse el idioma protoindoeuropeo, probablemente en la cultura de Samara en la zona de Ucrania (al norte del mar Caspio) o en los Balcanes.
- En Centroamérica y México se desarrolla el cultivo del maíz.
- En China comienza la cultura de Yangshao.
- En el Sudeste de Asia se empieza a cultivar arroz. Más tarde será exportado al valle del río Ganges (India).
- En la actual Irak se desarrolla un sistema de escritura, posiblemente ideográfico.
- En la cultura Vincha (Serbia) se desarrolla la «escritura Vinča» y se escriben las tablas de Tartaria (Rumanía).
- En la isla de Malta, agricultores neolíticos —posiblemente inmigrantes desde la región siciliana de Agrigento— entran en la fase Għar Dalam (hasta el 4500 a. C.).
- La agricultura alcanza la costa atlántica de Europa (proveniente desde Oriente Próximo). El Neolítico en la península ibérica se calcula que empieza en el 5000 a. C.
- Los antepasados de los fenicios fundan Biblos (30 km al norte de la actual Beirut (Líbano).
- 5000 a. C.: 
  - El cultivo del arroz en tierras húmedas se establece firmemente en el sur de China.[1]
  - El horno cemiesférico para canalizar el calor y cocer la cerámica es inventado en Mesopotamia.[1]
  - El yacimiento de Nabta Playa, donde se descubre un pequeño círculo de piedra tallada, parece ser el antecedente más antiguo de una larga tradición egipcia de arquitectura en piedra.[1]
  - En Alemania se explotan vetas de sílex, extrayendo los bloques con picos construidos con astas de animales. El sílex fue transformado en hachas que se emplearon en la tala de bosques. Posteriormente la minería se extiende a Polonia y Bélgica.[1]
  - La balanza, instrumento de vital importancia para el comercio basado en el trueque, aparece en el valle del Nilo.[1]
  - La cerámica conocida más antigua de África proviene de un asentamiento localizado en la actual región de Jartum, en Sudán.[1]
  - La tradición de adornos para las orejas del periodo Jomon en Japón deja una amplia muestra de adornos hechos en arcilla con elaborados diseños.[1]
- 5000-4900 a. C.: Grupos nómadas se establecen en el valle del río Nilo (río de África que nace en el lago Victoria y desemboca en el mar Mediterráneo). Se agruparon en tribus y posteriormente en aldeas.
- 5000-4000 a. C.: En las cámaras funerarias irlandesas de Boyne Valley se encuentran estructuras con grandes piedras dispuestas en círculos e hileras y talladas con espirales, rombos y figuras en zigzag.[1]

### SigloXLIXa.C.
- En la Europa Oriente se construyen pozos circulares (hasta el 4600 a. C.).
- 4860 a. C.: en Oregón (EE. UU) se derrumba el monte Mazama, formando una caldera que más tarde se llenará de agua y se convertirá en el Lago del Cráter, el más profundo de esa región. Se considera que fue la erupción en el Holoceno más grande (de fuerza 7) en esta cordillera.
- En Tesalia y el oeste y centro de Macedonia se difunde la cultura Dímini (hasta el 4000 a. C.), que gradualmente reemplaza a la cultura Sesklo.
- En la parte meridional del actual Irak se funda Eridu.

### SigloXLVIIa.C.
- 4700: en Bretaña (Francia), Gran Bretaña e Irlanda comienza la cultura de las piedras de Stonehenge (hasta el 2000 a. C.).

### SigloXLVIa.C.
- 4570 a. C.: en el Nilo (Egipto) empieza la cultura Merimde (hasta el 4250 a. C.).
- En Europa se introduce (o inventa) el arado.
- En China se domestica el búfalo acuático.
- 4500 a. C.: 
  - Comienza a utilizarse en Mesopotamia la vela en la navegación fluvial.[1]
  - En Europa se desarrolla el Neolítico Final. Comienza a extenderse el comercio.
  - En la península ibérica comienza el Neolítico Medio Epicardial. Cueva de la Carihuela.[2]
  - En Turquía se fundan las aldeas de Catal Huyuk, Çayönü Tepesi.
  - Los artistas de Samarra (Iraq) elaboran piezas de cerámica coloreada en las que representan estilizadas figuras de hombres y animales. Hacia la misma época los alfareros pintan figuras geométricas sobre vasijas.[1]
  - Se inventa en Mesopotamia el arado, que facilitó y mejoró el proceso de cultivo.[1]
  - Surgen núcleos de población a lo largo del valle del Nilo, tanto en el delta como río arriba.[1]

### SigloXLVa.C.
- En Mesopotamia y Juzestán (ver Sialk) se desarrolla la civilización de Susa y Kish (Sumeria).
- En la isla de Malta, la cultura neolítica pasa a las fases Skorba Rojo y Gris; producen los ejemplos más antiguos de figurines de diosas, hechos con arcilla cocida (hasta el 4100 a. C.).
- En Chipre termina la cultura neolítica IA (acerámica) y en Chirokitia (sur de la isla) comienzan los asentamientos humanos.
- 4400 a 4100 a. C.: en el sitio arqueológico de la Necrópolis de Varna (actual provincia de Varna, Bulgaria) se desarrolla la cultura de Varna, dejando los trabajos en oro más antiguos del mundo.
- En la cultura Cucuteni-Trypillia (Ucrania) se funda la aldea Tripilia, que tendrá hasta 15 000 habitantes.

### SigloXLIVa.C.
- En el Nilo se desarrolla la cultura badariense (predinástica). Hasta el 4000 a. C.
- 4350 a. C.: en Egipto comienza el periodo predinástico.
- 4300 a. C.: Hacia esta época ya se han desarrollado en Mesopotamia cientos de centros urbanos. Muchas de estas ciudades están fortificadas y poseen zonas dedicadas a edificios públicos.[1]

### SigloXLIIIa.C.
- La estrella Theta Bootis se convierte en la estrella visible más cercana al polo norte celeste. Será la más cercana hasta el año 3942 a. C., cuando empezará a ser reemplazada por la estrella Thuban.
- En la Europa Occidental se construyen las primeras tumbas megalíticas.
- 4250-3750 a. C.: en Menec (Carnac, Francia) se construyen alineamientos de menhires.
- 4220 a. C.: 
  - En Naalebinding (Dinamarca) se producen ejemplos mesolíticos que demuestran la difusión de la tecnología en el norte de Europa (según Bender, 1990).
  - En Quiani, cerca de Arica (norte de Chile) comienza la primera ocupación humana.
- 4200 a. C.: Se domestica el caballo en Asia Central y Persia.[1]

### SigloXLIIa.C.
- 4121 a. C.: se escribe el calendario egipcio, según los cálculos de Eduard Meyer acerca del ciclo de Sothis. Esta sería la primera fecha registrada en la historia de la humanidad.
- En la isla de Malta se registra una nueva ola de inmigración desde la isla de Sicilia: fases Żebbuġ, Mġarr y Ġgantija de constructores de templos (hasta el 3500 a. C.).

### SigloXLIa.C.
- En las aldeas de Mesopotamia (actual Irak) se empiezan a formar por primera vez sociedades más complejas, con jerarquías de reyes y sacerdotes.
- Los indoeuropeos de Rusia se difunden hacia el oeste a (Europa) y hacia el sur a (Irán).
- 4004 a. C. (22 de octubre): al anochecer ―de acuerdo con los cálculos (basados en el Génesis bíblico) del arzobispo norirlandés James Ussher (1581-1656)― el dios judeocristiano Yahvé crea el mundo.
- 4000 a. C.: los agricultores llegan a Britania.
- Irak es invadida y poblada por los sumerios. Estos fundan ciudades que se constituyen en Estados independientes. La principal de ellas fue Ur.
- En Irak se crea el telar, una herramienta que permite ampliar el tamaño de los tejidos.
- En Egipto se fabrican los artefactos de metal más antiguos conocidos: agujas de cobre martillado.

## Culturas
- Cultura Vinča (del sexto al tercer milenio).
- Cultura Alfarería Linear (del sexto al quinto milenio).
- Cultura Comb de Cerámica (del sexto al tercer milenio).
- Cultura Ertebølle (del quinto al tercer milenio).
- Cultura Cucuteni en la Europa Central.
- Cultura Ertebölliense (quinto al tercer milenio).
- Cultura Cortaillod.
- Cultura Hembury.
- Plenitud del período Jōmon en Japón.
- Las culturas calcolíticas Sredny Stog (Ucrania, al norte del mar Negro), Samara y Maikop son candidatas a haber sido los protoindoeuropeos.